# Piper cuspidatum
Piper cuspidatum är en pepparväxtart som beskrevs av Desv. in Ham.. Piper cuspidatum ingår i släktet Piper och familjen pepparväxter. Inga underarter finns listade i Catalogue of Life.